# Демократичная психиатрия
Демократичная психиатрия (итал. Psichiatria Democratica) — итальянский союз и продвигавшее итальянскую психиатрическую реформу:95 движение за освобождение больных от сегрегации в психиатрических больницах:61. По своему характеру было политическим, а не антипсихиатрическим в том смысле, в каком данный термин известен в англосаксонском мире:95. Призывало к радикальным изменениям в теории и практике психиатрии и подвергало резкой критике способ, которым общество решало проблему психического заболевания:95.

## Организационный комитет
«Демократичная психиатрия» была создана группой левоориентированных психиатров, социальных работников и социологов под руководством Франко Базальи:253, который являлся её лидером:165. В организационный комитет, учредивший в Болонье первый костяк группы, названной «Демократичная психиатрия», входили Франка Базалья, Франко Базалья, Доменико Казангранде (итал. Domenico Casagrande), Франко ди Чекко (итал. Franco di Cecco), Туллио Фраджакомо (итал. Tullio Fragiacomo), Виери Марци (итал. Vieri Marzi), Жан Франко Мингуцци (итал. Gian Franco Minguzzi), Пиера Пиатти (итал. Piera Piatti), Агостино Пирелла (итал. Agostino Pirella), Микеле Риссо (итал. Michele Risso), Лучо Шиттар (итал. Lucio Schittar), Антонио Славич (итал. Antonio Slavich):119.

## Руководящий комитет
В 2010 году на проведённом в Риме Национальном конгрессе «Демократичной психиатрии» был избран новый руководящий комитет, в который входят её секретарь в Италии Эмилио Лупо (итал. Emilio Lupo), её президент в Италии Луиджи Аттеназио (итал. Luigi Attenasio), почётный президент Агостино Пирелла (итал. Agostino Pirella), финансист в Италии Маурицио Каиаццо (итал. Maurizio Caiazzo).

## Теоретический подход
«Демократичная психиатрия» выступала против психиатрии как института исключения и изоляции, тем не менее признавая объективное существование психического заболевания:150. Базалья и его сторонники полагали, что психиатрия используется как средство научного обоснования мер социального контроля, осуществляемого действующей властью:70. В результате стандарты нормальности и девиантности формировали де-факто репрессивное отношение к отдельным социальным группам:70. Данный подход был, безусловно, немедицинским и указывал на роль психиатрических учреждений в осуществлении контроля социальных проблем и девиантных форм поведения и их сведении к медицинским вопросам:70.

## Задачи
Задачи союза заключались в том, чтобы объединить предпринимаемые во всех сферах общественной жизни усилия и действия специалистов, направленные на закрытие психиатрических учреждений и восстановление прав их пациентов:71, на вскрытие контролирующего и разрушающего характера психиатрии как институции и строительство новой системы психиатрической помощи, более адекватно отвечающей потребностям пациентов. Перед союзом стояли задачи депсихиатризировать психиатрическую помощь и восстановить возможность подлинного лечения психических расстройств:245.

## Принципы
В основу устава «Демократичной психиатрии» положены следующие принципы:121:149:167:
1. Продолжение борьбы против социального отвержения и исключения в психиатрии, работа над восприятием безумия в контексте культуры.
2. Борьба с психиатрической больницей как с наиболее мощной парадигмой исключения.
3. Противостояние репродукции подобных механизмов в обществе.
4. Установление чёткой связи между здоровьем и его поддержанием через реформирование системы психического здоровья в Италии.

## История

Голубая лошадь, названная Марко Кавалло и ставшая символом «Демократичной психиатрии» и итальянской деинституционализации, движется впереди шествия в Триесте (март 1973 года)

Одной из наиболее памятных политических акций «Демократичной психиатрии» стало уличное шествие в марте 1973 года, приуроченное к открытию дверей психиатрической больницы Триеста и сносу стен, отделявших её от города:150:198. Перед колонной, насчитывавшей около четырёхсот человек, представлявших собой интеллектуальную элиту, артистов, художников, персонал и пациентов психиатрической больницы, под звуки музыкальных инструментов двигалась голубая лошадь из папье-маше и дерева, которая получила имя Марко Кавалло и стала символом итальянской реформы, ныне неизменно фигурирующим на страницах изданий и фирменных бланках департамента психиатрической помощи Италии:150:198.
После открытия в 1973 году дверей психиатрической больницы Триеста были открыты двери и других психиатрических больниц Италии. Психиатрическую больницу Триеста окончательно ликвидировали 21 апреля 1980 года:151.
В разные периоды времени на протяжении последних 30 лет различные органы власти пытались остановить реформы и саботировать движение:5, но это лишь вдохновляло тех сторонников «Демократичной психиатрии», которые выступали за ликвидацию психиатрических больниц в стране:5.
В 1974 году в Гориции прошла первая конференция «Демократичной психиатрии», получившая название «Практика безумия» и наметившая связь антигоспитального движения с политическими и профсоюзными организациями левых.
В 1976 году усилиями персонала психиатрической больницы была проведена третья конференция Международной сети по поиску альтернативы психиатрии. В этой конференции, названной «Система контроля», приняли участие около четырёх тысяч человек.
В 1977 году «Демократичная психиатрия» помогла «Радикальной партии», уделявшей внимание главным образом защите прав человека, собрать три четверти из миллиона подписей к петиции, чтобы усовершенствовать законодательство о психиатрической помощи и таким образом запретить госпитализацию в психиатрические больницы:5. Согласно итальянскому законодательству, эта петиция могла послужить поводом к проведению национального референдума по данному вопросу:5. Во избежание референдума, на котором правительство могли вынудить уйти в отставку, оно приняло Закон 180 в мае 1978 года и тем самым положило начало ликвидации психиатрических больниц:6.

## Закон Базальи
Итальянский закон о психиатрической помощи 1978 года ознаменовал широкомасштабную реформу психиатрической системы в Италии и содержал указания о закрытии всех психиатрических больниц:335. Полная ликвидация системы государственных психиатрических больниц в Италии относится к 1998 году, когда была завершена реализация закона о психиатрической реформе.

## Оценки
Британский профессор специалист в области социальной работы и клинический психолог Шуламит Рамон отмечает, что движение «Демократичной психиатрии»

…не только бросило вызов научно-профессиональному большинству, по отношению к которому находилось в меньшинстве. Оно представило также весьма интересный для западного мира прецедент создания скорее противоборствующего, а не охраняющего границы и содействующего дисциплинарному большинству движения. «Демократичная психиатрия» не является ни профсоюзной, ни профессиональной организацией. Она построена на взаимной поддержке, объединении и создании образовательных возможностей для своих участников и функционирует как группа противодействия:244.

М. Доннелли утверждает, что бо́льшему успеху «Демократичной психиатрии» по сравнению с его антипсихиатрическими аналогами в США и Великобритании, по-видимому, способствовали два фактора. Во-первых, сторонники «Демократичной психиатрии», как правило, не заявляли, что психическое расстройство не является заболеванием, и не вовлекались в дискуссии по этому поводу. Во-вторых, в этом движении отсутствовали напряжённость и противоречие между медицинскими и социальными терапевтическими подходами, в отличие от тех движений и теорий, которые придерживались мифологической трактовки психического заболевания. Все это, как указывает Доннелли, способствовало тому, что движение «Демократичной психиатрии» несло широкие перспективы:246—247.
Бенедетто Сарачено и Джанни Тоньони подчёркивают, что, так же как и революции против диктатуры, движение «Демократичной психиатрии» было направлено на создание новых условий и новой культуры, противопоставленной старым моделям и методам; оно приспосабливало к конкретным условиям утопическую идею возвращения прав, реабилитировало ранее униженный класс. Б. Сарачено и Дж. Тоньони пишут:

Основной результат революции — это обнаружение группы населения, чье существование игнорируется или принижается. Общая цель радикального итальянского движения состояла в том, чтобы предоставить психиатрической группе населения возможность выйти на первый план и заявить об абсурде ее предшествующего формального не-существования:247.